# 녹전면
녹전면(祿轉面)은 대한민국 경상북도 안동시의 면이다.

## 연혁
- 고려 시대와 조선 시대에는 예안군 서면ㆍ북면에 속하였다.
- 1914년 3월 1일 : 행정구역 통합으로 예안군이 안동군에 병합되면서 예안군 북면과 예안군 읍내면의 교촌동 일부와 영주군 천상면의 우천동과 봉화군 임지면의 구천리 일부를 병합하여 녹전면으로 고쳐서 안동군에 편입

## 행정 구역
| 법정리 | 행정리           | 비고                   |
| ------ | ---------------- | ---------------------- |
| 갈현리 | 갈현리           |                        |
| 구송리 | 구송리           |                        |
| 녹래리 | 녹래리           |                        |
| 매정리 | 매정리           |                        |
| 사신리 | 사신리           |                        |
| 사천리 | 사천리           |                        |
| 서삼리 | 서삼리           |                        |
| 신평리 | 신평1리, 신평2리 | 면 행정복지센터 소재지 |
| 원천리 | 원천1리, 원천2리 |                        |
| 죽송리 | 죽송리           |                        |

## 교육 기관
- 녹전초등학교
- 원천초등학교
- 길주중학교 녹전분교

## 문화재
- 안동 녹전면의 느티나무